# Escuela de Estudios Generales de la Universidad de Columbia
La Escuela de Estudios Generales de la Universidad de Columbia (GS) es una universidad de artes liberales y una de las universidades de pregrado de la Universidad de Columbia, ubicada en el campus principal de la universidad en Morningside Heights, Nueva York. GS es conoc.
ido principalmente por su programa de licenciatura para estudiantes no tradicionales, como aquellos que han tenido un receso académico de al menos un año o están buscando doble titulación. Los estudiantes de GS constituyen casi el 30% de la población de estudiantes universitarios de Columbia (incluidos la Universidad de Columbia, la Escuela de Ingeniería y Ciencias Aplicadas y GS).
GS ofrece programas de doble titulación con varias universidades líderes en todo el mundo. Ofrece títulos duales con la Facultad de Estudios Judíos de Albert A. List del Seminario Teológico Judío de América, Sciences Po en Francia, Trinity College Dublin en Irlanda, Universidad de Tel Aviv en Israel y Universidad de la ciudad de Hong Kong. También ofrece la opción BA/MA con la Escuela de Graduados en Artes y Ciencias, el Plan Combinado y el programa MS Express con la Escuela de Ingeniería y Ciencias Aplicadas, y programas de cinco años titulaciones conjuntas con la Escuela de Asuntos Públicos e Internacionales . GS ofrece el Programa Premédico de Posgrado, el programa más antiguo y más grande de su tipo en los Estados Unidos.
Los alumnos notables incluyen a los ganadores del Premio Nobel Simon Kuznets, Baruj Benacerraf y Louise Glück, así como a Kelly Killoren Bensimon, Isaac Asimov, J. D. Salinger, Amelia Earhart, Leonard Cohen y la Princesa Firyal de Jordania.

## Historia

### Instituciones predecesoras

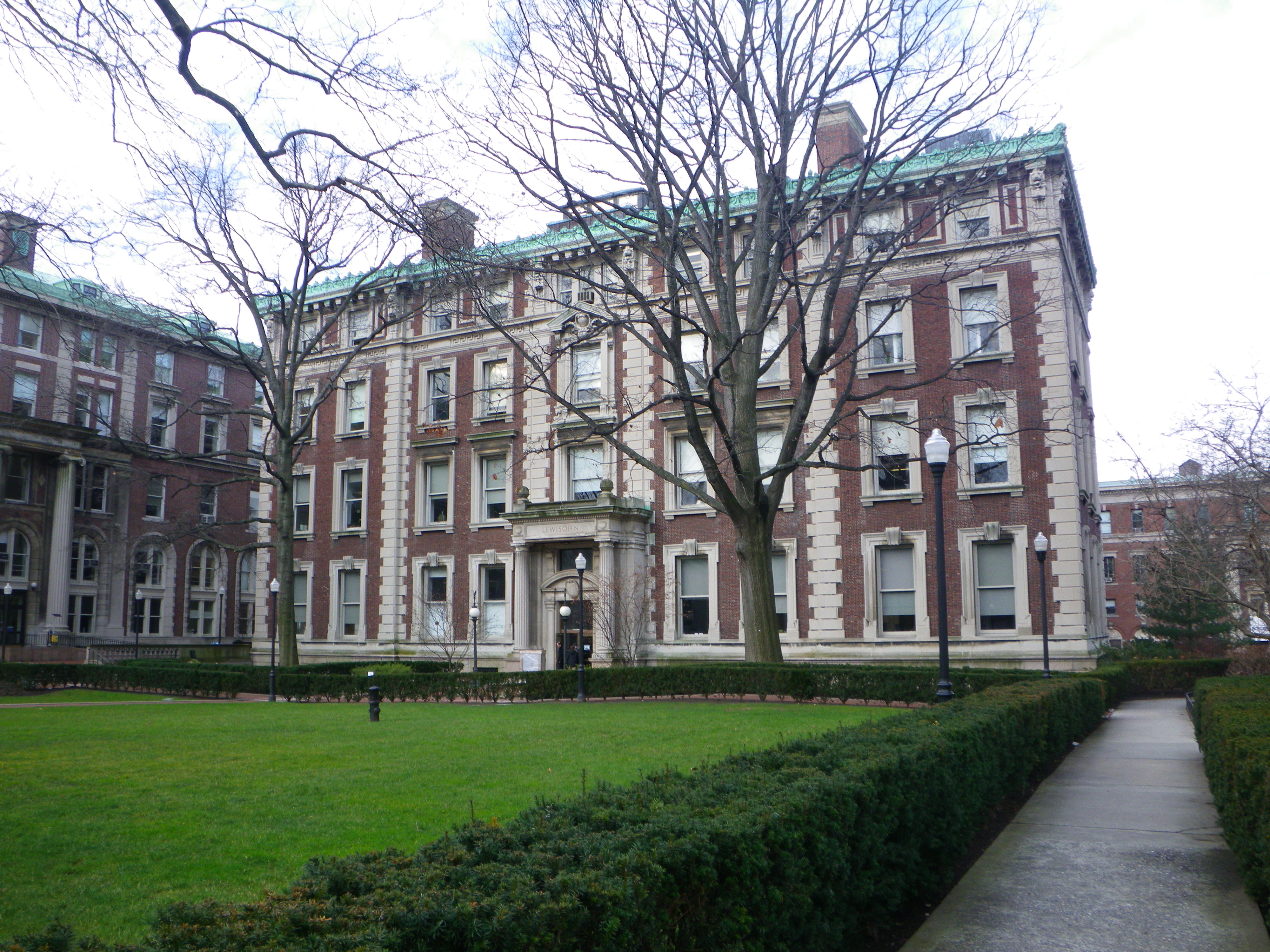
Lewisohn Hall en la Universidad de Columbia, sede de la Escuela de Estudios Generales

El antepasado evolutivo de GS es el Seth Low College, ahora desaparecido y exclusivamente masculino, llamado así por el exalcalde de Brooklyn y presidente de Columbia Seth Low. Se estableció en el centro de Brooklyn en 1928 para ayudar a aliviar la avalancha de postulantes judíos a la Universidad de Columbia. Según los informes, los requisitos de ingreso al Seth Low Junior College eran los mismos que se aplicaban en la Universidad de Columbia. Después de completar el programa de dos años, los graduados pueden completar sus títulos universitarios en las escuelas profesionales de la Universidad, como la Facultad de Derecho, la Facultad de Negocios o la Facultad de Ingeniería y Ciencias Aplicadas (todos los cuales otorgaron títulos de licenciatura terminales en ese momento) u obtener títulos de licenciatura en artes liberales como estudiantes universitarios.
Seth Low Junior College se cerró en 1936 debido a los efectos económicos adversos de la Gran Depresión y la popularidad concomitante del Brooklyn College gratuito en 1930. A partir de entonces, los estudiantes restantes fueron absorbidos por el campus de Morningside Heights como estudiantes en el Programa universitario de pregrado, que fue establecido por Nicholas Murray Butler en 1904.
La Extensión Universitaria fue responsable de la fundación de la Escuela de Negocios de Columbia , la Escuela de Estudios Generales y la Escuela de Cirugía Dental y Oral (ahora la Facultad de Medicina Dental). La Escuela de Educación Continua (ahora la Escuela de Estudios Profesionales), una escuela separada, se estableció más tarde para retomar el papel anterior de Extensión Universitaria.

### Establecimiento de la Escuela de Estudios Generales
Con una afluencia de estudiantes que asistían a la Universidad en el G.I. Bill luego de la resolución de la Segunda Guerra Mundial, en diciembre de 1946, el programa de pregrado universitario se reorganizó como una universidad oficial de pregrado para "estudiantes calificados que, debido al empleo o por otras razones, están incapaz de asistir a otras escuelas de la Universidad". La Universidad de Columbia fue pionera en el uso del término "Estudios generales" al nombrar la universidad, adaptando el término medieval para universidades, "Studium Generale". Por lo tanto, la Escuela de Estudios Generales no se parece a los programas de estudios generales o estudios de extensión en otras universidades de los Estados Unidos. En diciembre de 1968, el Consejo Universitario permitió que GS otorgara el título de BA en lugar del título de BS (a pesar de las objeciones de algunos miembros de la Facultad de la Universidad de Columbia).

### Fusión de las Facultades de la Universidad de Columbia y la Escuela de Estudios Generales
En 1991, las facultades de la Universidad de Columbia (CC), la Escuela de Estudios Generales (GS) y la Escuela de Graduados en Artes y Ciencias (GSAS) se fusionaron en la Facultad de Artes y Ciencias, lo que resultó en la integración académica completa entre la Escuela de Estudios Generales y la Universidad de Columbia. Como resultado, tanto los estudiantes de GS como de CC reciben títulos de licenciatura otorgados por los fideicomisarios de la Universidad de Columbia a través de la Facultad de Artes y Ciencias, y GS es reconocida como una universidad oficial de artes liberales en la Universidad de Columbia.

## Programas académicos
Los estudiantes de GS representan casi el 30 % de la población de estudiantes universitarios de Columbia y, en 2013, se informó que obtuvieron colectivamente de manera constante el GPA promedio más alto entre los estudiantes universitarios de la Universidad de Columbia. Aproximadamente el 20 % de los estudiantes de GS son estudiantes a tiempo parcial que tienen importantes compromisos laborales a tiempo completo además de sus responsabilidades académicas. Numerosos estudiantes de GS han ganado prestigiosas becas, incluida la Beca Rhodes, la Beca Gates Cambridge y la Beca Fulbright.
La Escuela de Estudios Generales otorga el grado de Bachiller en Artes en más de 70 carreras. Todos los estudiantes de GS deben completar el plan de estudios básico , que incluye Escritura universitaria, Literatura/Humanidades, Civilización contemporánea/Ciencias sociales, Humanidades artísticas, Humanidades musicales, Núcleo global, Razonamiento cuantitativo, Ciencias e Idioma extranjero.
GS ofrece programas de doble titulación con Sciences Po, la Universidad de la ciudad de Hong Kong, Trinity College Dublin (Universidad de Dublín) en Irlanda y List College del Seminario Teológico Judío de América. También ofrece programas de doble titulación con la Escuela de Ingeniería y Ciencias Aplicadas, la Escuela de Asuntos Públicos e Internacionales y la Escuela de Negocios de la Universidad de Columbia. GS tiene un Programa Premédico de Post-bachillerato, el programa más antiguo de su tipo.

## Admisión
La admisión a Columbia GS requiere una solicitud en línea, transcripciones oficiales de la escuela secundaria (o GED), puntajes de exámenes SAT o ACT en los últimos ocho años o un puntaje en el Examen de Admisión de Estudios Generales, un ensayo de 1,500-2,000 palabras, y dos cartas de recomendación. Las entrevistas se realizan en persona y por teléfono.

## Programas de doble titulación

### Programa Conjunto con el Seminario Teológico Judío – Albert A. List College
Desde 1954, el Seminario Teológico Judío de América (JTS, por sus siglas en inglés) y la Escuela de Estudios Generales han ofrecido un programa de grado conjunto que conduce a una licenciatura de la Universidad de Columbia y una licenciatura de List College . La profesora Lisa Rosen-Metsch, Decana de la Escuela de Estudios Generales, es exalumna del Programa Conjunto.

### Licenciatura dual con el Instituto de Estudios Políticos de París
El Programa Dual BA es un programa único en el que los estudiantes de pregrado obtienen dos títulos de Licenciatura en Artes en cuatro años tanto de la Universidad de Columbia como de Sciences Po, una de las universidades más prestigiosas de Francia y Europa. Este programa está dirigido a solicitantes de edad tradicional en la escuela secundaria y es uno de los programas de pregrado más selectivos de la nación.
Los estudiantes pasan dos años en uno de los tres campus de Sciences Po en Francia (Le Havre, Menton o Reims), cada uno de los cuales está dedicado a una región particular del mundo. En Sciences Po, los estudiantes universitarios pueden seguir carreras en ciencias políticas, economía, derecho, finanzas, historia, entre otras. Después de dos años en Sciences Po, los estudiantes se matriculan en la Universidad de Columbia, donde completan el plan de estudios básico y una de las más de 70 especializaciones que se ofrecen en Columbia. Los graduados del programa tienen garantizada la admisión a un programa de posgrado de Sciences Po.

### Licenciatura conjunta con la Universidad de la ciudad de Hong Kong
Este programa está abierto a estudiantes universitarios de primer nivel matriculados en la Universidad de la Ciudad de Hong Kong y permite a los graduados recibir dos títulos de licenciatura de la Universidad de la Ciudad y de Columbia en cuatro años. Los estudiantes universitarios pasan sus primeros dos años en City University y sus últimos dos años en Columbia, donde completan el plan de estudios básico y eligen una de las 70 especializaciones que se ofrecen en Columbia.

### Programa Dual BA con Trinity College Dublin
El Programa de Licenciatura Dual con Trinity College Dublin es un programa único en el que los estudiantes de pregrado obtienen dos títulos de Licenciatura en Artes en cuatro años de la Universidad de Columbia y Trinity College Dublin (Universidad de Dublín). Trinity College Dublin es la universidad más antigua de Irlanda y es ampliamente considerada como su institución más prestigiosa. Este programa está dirigido a solicitantes de edad tradicional en la escuela secundaria.

### Programa de doble titulación de la Universidad de Tel Aviv y la Universidad de Columbia
El programa de doble titulación de Tel Aviv Columbia permite a los estudiantes obtener dos títulos de licenciatura en el transcurso de cuatro años. Los estudiantes pasan los primeros dos años de sus carreras de pregrado en Tel Aviv y luego pasan los últimos dos años en Columbia mientras completan el plan de estudios básico y la especialización. La Universidad de Tel Aviv es considerada una de las instituciones líderes y más prestigiosas de Israel. Este programa está dirigido a solicitantes de edad tradicional en la escuela secundaria.

### Plan Combinado con la Escuela de Ingeniería y Ciencias Aplicadas
Los estudiantes de GS son elegibles para la admisión competitiva a la Escuela de Ingeniería y Ciencias Aplicadas (SEAS) a través del programa del Plan Combinado de Columbia, con la condición de que completen los cursos de preingeniería necesarios con un GPA alto y obtengan recomendaciones de 3 instructores. Los estudiantes del programa reciben una licenciatura en una disciplina de artes liberales de GS y una licenciatura en una disciplina de ingeniería de SEAS. Los estudiantes pueden solicitar el programa del Plan Combinado en su año júnior (programa 3-2) o sénior (4-2) de estudios de pregrado.